# أوكلي (بيدفوردشير)
أوكلي (بالإنجليزية: Oakley, Bedfordshire)‏ هي قرية وأبرشية مدنية تقع في المملكة المتحدة في إنجلترا. يقدر عدد سكانها بـ 2,438 نسمة .